# 贝尔纳维莱
贝尔纳维莱（法語：Bernardvillé，法語發音：[bɛʁnaʁvile]）是法国下莱茵省的一个市镇，属于塞莱斯塔-埃尔什泰因区。

## 地理
贝尔纳维莱（48°22'12"N, 7°24'5"E）面积2.76 平方千米，位于法国大東部大區下莱茵省，该省份为法国大陆部分最东部的省份，是阿尔萨斯的一部分，今与上莱茵省组成了阿尔萨斯欧洲集体，其南至上莱茵省，西南接孚日省和默尔特-摩泽尔省，西接摩泽尔省，北与德国接壤，东侧沿莱茵河与德国相望。
与贝尔纳维莱接壤的市镇（或旧市镇、城区）包括：昂德洛、艾绍芬、伊特斯维莱尔、诺塔尔滕、雷克斯弗尔。
贝尔纳维莱的时区为UTC+01:00、UTC+02:00（夏令时）。

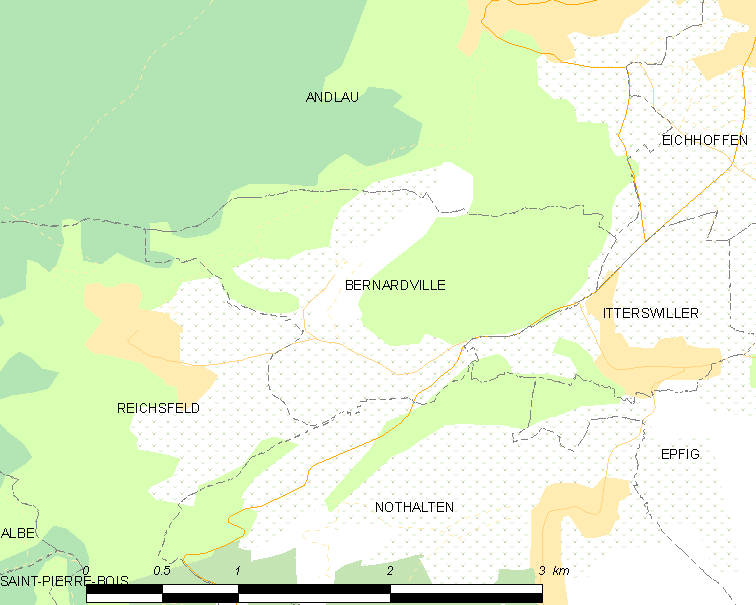
贝尔纳维莱的OSM定位图

## 行政
贝尔纳维莱的邮政编码为67140，INSEE市镇编码为67032。

## 政治
贝尔纳维莱所属的省级选区为奥贝奈县。

## 人口

1962-2008年间贝尔纳维莱人口变化图示

贝尔纳维莱于2022年1月1日时的人口数量为199人。